# Sneckdown

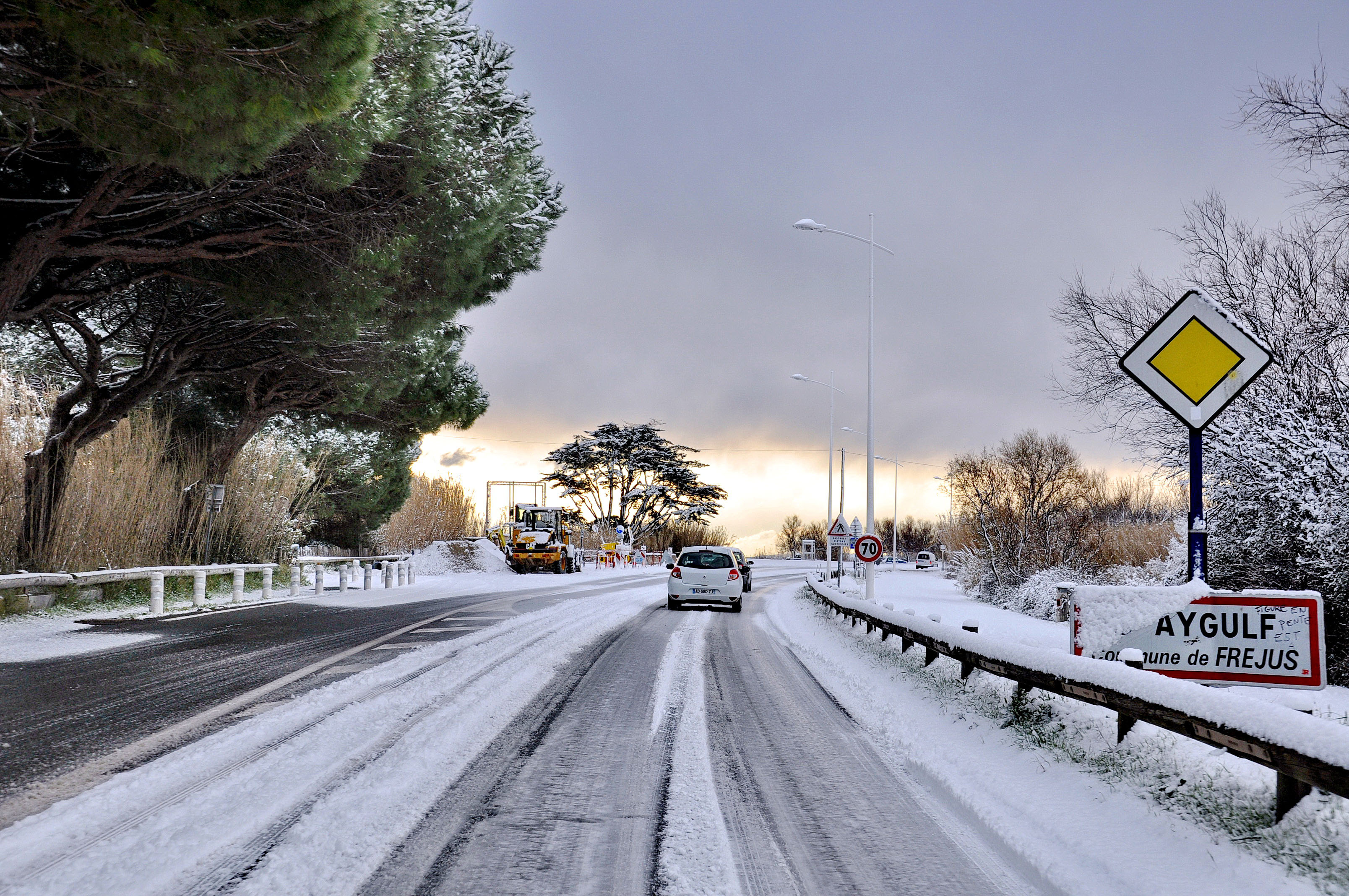
Pokryte śniegiem nieużywane powierzchnie jezdni

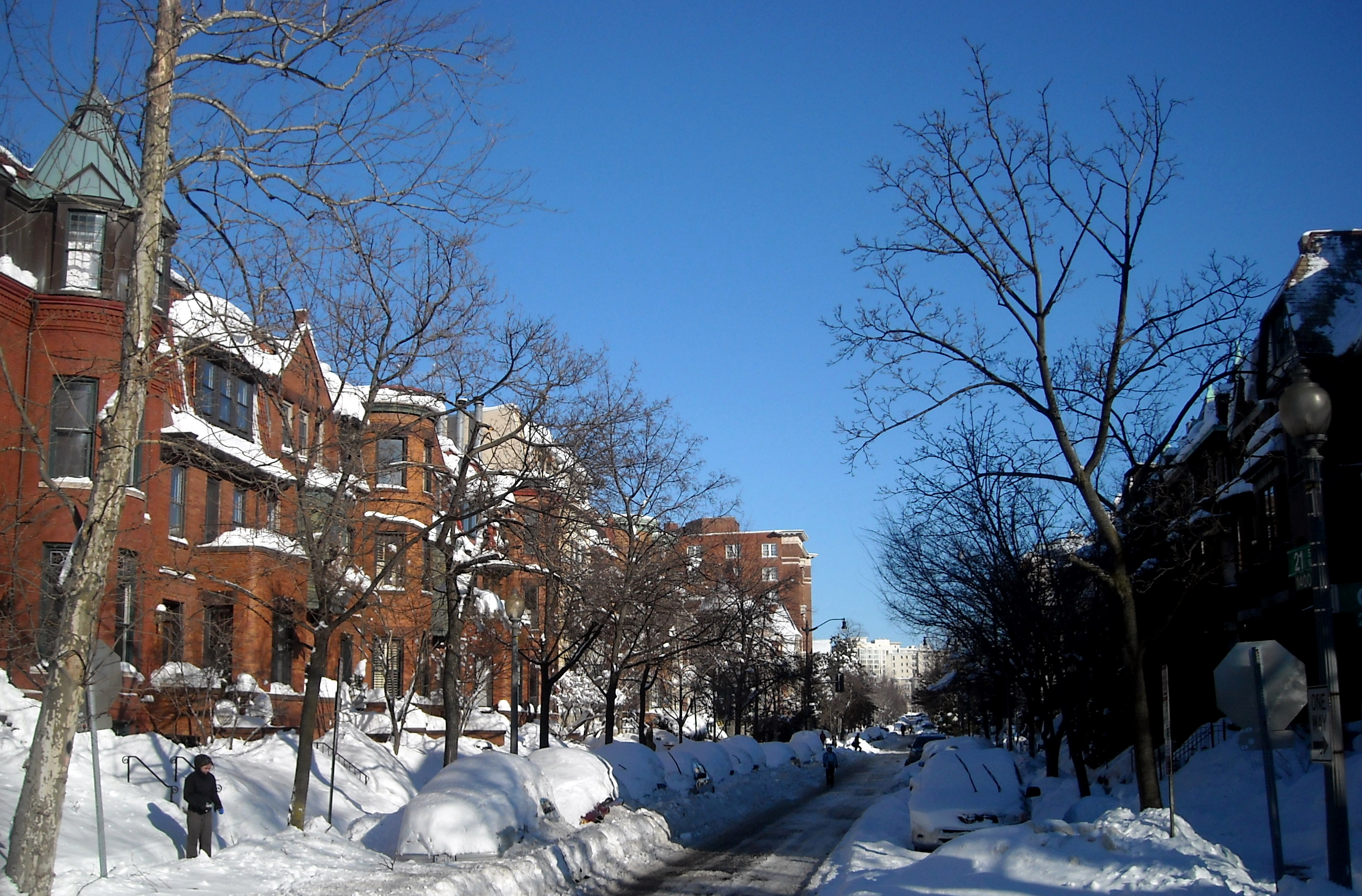
Pokryte śniegiem nieużywane powierzchnie jezdni

Sneckdown − technika badania sposobu wykorzystania powierzchni dróg pod kątem możliwych zmian w organizacji ruchu samochodowego, pieszego i rowerowego z wykorzystaniem zalegającego na drogach śniegu.
Technika ta zyskuje na popularności, ponieważ pozwala uniknąć kosztownych analiz i wyliczeń określających, które powierzchnie nadają się do innego wykorzystania dzięki faktowi, że śnieg zalega na ulicach w miejscach, po których nie poruszają się samochody, rowery ani piesi. Dzięki temu wyraźnie można określić, gdzie można stworzyć powierzchnię wyłączoną z ruchu samochodowego, zwęzić pasy ruchu lub stworzyć nowy chodnik czy ścieżkę rowerową. Zaletą takiej analizy przy projekcie zwężenia jezdni jest pewność, że wszystkie pojazdy nadal będą mogły swobodnie się poruszać (w tym skręcać). W efekcie zmian kierowcy jeżdżą wolniej i ostrożniej, straciwszy poczucie, że mają dość miejsca na rozwijanie większych prędkości.
Po raz pierwszy zjawisko to zostało dostrzeżone i zinterpretowane w Stanach Zjednoczonych, a nazwa powstała od angielskiego określenia snowy neckdown. Słowo neckdown określa zwężenia jezdni w rejonie skrzyżowań i skrętów, a słowo snowy oznacza „zaśnieżony”
.